# Districte de Raigad
El districte de Raigad o districte de Raigarh (districte de Kolaba fins a l'1 de gener de 1981) és una divisió administrativa de Maharashtra dins de la divisió de Konkan, a l'Índia. Té una superfície de 7.148 km² i població de 2.207.929 habitants (2001). La capital és Alibag. Pren el seu nom de la fortalesa de Raigad o Raigarh a 210 km de Bombai per carretera, que fou l'antiga capital de Sivaji.

## Administració
Està dividit en quatre subdivisions i 15 tehsils:
- Alibag
  - 1. Alibag
  - 2. Pen
  - 3. Murud
- Panvel
  - 4. Panvel
  - 5. Uran
  - 6. Karjat
  - 7. Khalapur
- Mangaon
  - 8. Mangaon
  - 9. Roha
  - 10. Sudhagadh
  - 11. Tala
- Mahad
  - 12. Mahad
  - 13. Mhasala
  - 14. Shrivardhan
  - 15. Poladpur

## Llocs interessants
- Fortalesa de Raigad
- Fortalesa de Janjira
- Temple de Ballaleshwar Ganpati a Pali (tehsil de Sudhagad)
- Temple de Varad Vinayak Ganpati a Mahad
- Temple de Birla Ganesh a 20 km d'Alibag
- Temple de Kanakeshwar a 12 km d'Alibag
- Coves de l'Elefant (Elephanta Caves)
- Platges de Mandwa i Kihim a uns 20 km d'Alibag
- Murud amb l'illa de Janjira
- Platja d'Hari-Harihareshwar

## Geografia
El territori va entre el port de Bombai i les muntanyes Mahabaleshwar a 120 km al sud-est. La Muntanya Karnala deix pas a l'oest a les muntanyes Parshik per seguir més al sud el puig de Manikgarh (558 metres). Al sud del port de Bombai hi ha els puigs de Kankeshwar (310 metres) i 10 km més al sud el de Sagargarh (361 metres) però la muntanya més famosa és Raigarh o Raigad en una derivació dels Ghats Occidentals. Els rius més destacats, cap molt important, són el Ulhas, Patalganga, Amba, Kundalika, Mandad, i Savitri. Les entrades de marea principals són Ulva o Panvel, Patalganga o Apta, Amba o Nagothana, Kundalika, Roha o Chaul, Mandad, Savitri o Bankot que entren fins a 40 o 50 km.

## Història
El primer sobirà conegut, per una inscripció, era el cap de Mandava, segurament una dinastia local amb capital a Mandad a 2 km al nord de Kuda. Una altra inscripció esmenta a un príncep de la dinastia de Kamboj governant a Kolaba més o menys al mateix temps. No se sap si eren dinasties independents o subordinades als andharbhrtyas (dinastia andhra), que en aquest temps tenien capital a Paithan, prop d'Ahmednagar, i a Kolhapur.
L'emperador kusana Kaniska I va estendre el su poder a l'Índia central i occidental vers el final del segle i. Ksaharata Bhumaka fou el primer sobirà dels khsatrapes que va governar la zona del sud-oest per compte de la dinastia kusana; a Bhumaka l'hauria succeït Nahapana (vers 119-125) la relació del qual amb el seu antecessor és desconeguda; a les monedes, Nahapana és esmentat com Rajan, un títol que segurament voldria dir que havia assolit la independència; durant el seu regnat el seu gendre Rsabhadatta va estendre el poder de la nissaga a la part nord del Konkan. Vers 125 el rei satavahana Gautamiputra Satakarni va derrotar a Nahapana i va annexionar les províncies del sud dels khsatrapes dinastia de Ksaharata; en unes inscripcions a unes coves a Naneghat (prop de Junnar), aquest rei és descrit com "Khakharatvamsaniravsesakala" és a dir la persona que havia derrotat els khsatrapes, i com "Sakayavanapallavanisudana", el destructor dels saces, yavanes i pallaves.
Enderrocat Nahapana la família escita dels Kardamakes va establir la seva autoritat a la zona sota el rei Castana, fill de Yasamotika. Inscripcions trobades a Andhan demostren que el 130-131 Raja Castana governava juntament amb el seu net Rudradaman amb títols respectius de Mahakhsatrapa i Khsatrapa. Això suposaria que els saces havien derrotat al rei satavahana i recuperat la part nord dels dominis de Nahapana. Una inscripció a Junagad parla de Rudradaman com a senyor de molts territoris incloent Akora, Avanti, Anupa, Aparanta, Saurastra i Anarta (és a dir Dwarka a Kathiawar); algunes d'aquestes conquestes foren sobre Gautamiputra quan encara Rudradaman era khsatrapa a les ordes del seu avi. En algun moment posterior al 131 Rudradaman va pujar al tron i una inscripció demostra que governava el 150-151 sobre els antics dominis khsatrapes excepte Nasik i Poona. Va formar aliança amb els satavahanes de Daksinapatha, els iksvakus d'Andhrapatha i els licchhavis de Vaisali. Els seus successors no van poder retenir els seus dominis a la regió d'Aparanta segurament a causa de la pressió dels satavahanes al final del segle ii.
Els satavahanes que havien arribat al poder al segle I es titulaven senyors de Daksinapatha i la seva capital era a Pratisthana identificada amb la moderna Paithan al riu Godavari, Districte d'Aurangabad (Maharashtra). Els puranes es refereixen als membres d'aquesta família com Andhrabhrtya el que ha donat origen a certa controversia; se suposa que Satavahana era el nom de família (kula) i Andhra el nom de la tribu (jati). La seva cronologia és disputada; el fundador Simuka va enderrocar a Susarman, el darrer rei Kanva que havia governat per 45 anys després d'eliminar el darrer rei sunga Devabhuti. Simuka hauria regnat doncs al segle I; el van seguir Krishna i Satakarni coneguts per inscripcions. La inscripció de Hathigurhpha assegura que Satakarni I exercia poder sobre un gran imperi que probablement incloïa el nord del Konkan i Kathiawar. Les inscripcions de Naneghat parlen de Nayanika, la seva esposa, i els seus fills Vedisri i Saktisri. El Saraganus esmentat al Periplus de la mar Eritrea es podria referir a Satakarni I. El Periplus deixa entendra que el nord del Konkan va passar de Satakarni (II) a Sandares en un moment de la meitat del segle ii. Aquest Satakarani seria un descendent de Satakarni I, i mentre aquest regnava al final del segle i, el segon Satakarni (o Gautamiputra Satarkarni) regnava al segle II; un eclipsi al començament del segle II es deuria a un domini temporal saka.
Gautamiputra Satakarni és titulat "Saka-yavana-pallava- nisudana" i "Satavahana-kula-yasa-pratisthapanakara". El seu mèrit fou l'eliminació de la dinastia Ksaharata (o khsatrapa). Una inscripció a Nasik que es podria datar al 18è any del seu regnat (vers 125) el mostra donant terres a Rsabhadatta, gendre de Nahapana després d'una victoria militar; el domini directe d'aquest rei s'estenia entre el Kistna al sud fins a Malwa i Kathiawar al nord, fins a Berar a l'est i fins a Konkan a l'oest. Vers 135 hauria mort i l'hauria succeït el seu fill Vasisthaputra Pulumavi (o Pulumayi). Aquest rei va perdre alguns districtes enfront de la dinastia Kardamaka.
Entre els successors hi ha Yajnasri Satakarni (o Yajna Satakarni, vers 174-203) conegut per inscripcions a Nasik, Kanheri i Cinna-Ganjan i per algunes monedes. Fou el darrer gran rei, que va tenir a ratlla als saces, però a la seva mort va començar la decadència i el domini satavahana es va partir en petites unitats sota diferents prínceps de sang reial.
Al Periplus s'esmenten les poblacions de Sopara (Ouppara), Kalyan (Kalliena), Ceul (Semulla) i Palpattan o Pal prop de Mahad (Palaiptama). Claudi Ptolemeu descriu la regió de Kolaba i parla de tres llocs: el promontori o mercat de Symulla (després Ceul o Chaul); Hippokura (moderna Goreganu o Ghodeganu), al sud de Symulla; i Balepatna (moderna Mahad), no lluny d'Hippokura. Diu que els satavahanes governaven Konkan i Dècan i els ports de la costa de Kolaba eren emporis comercials cap a l'interior i cap al golf Pèrsic, Egipte, Aràbia i Abissínia.
A la caiguda dels satavahanes van entrar els Vakatakes fins a la pujada dels Chalukya al segle vi. La dinastia la va fundar Vindhyasakti. Al segle vi el districte i tot el nord de Konkan fou regit segurament per caps mauryes i nales (dinastia Nala), ja que Kirtivarman (550-567) el primer Chalukya, és assenyalat a continuació de nales i mauryas. Una inscripció esmenta al Konkan al rei maurya Suketuvarman la capital del qual hauria estat Puri (o Gharapuri, que podria ser l'illa Elefanta prop de Bombai, o Rajpuri prop de Janjira); una altra parla de Bhavattavarman probablement Bhavadattavaraman anomenat "Nala-nrpa-vamsa-prasuta" i "Mahesvarmanhasenatisra-rajya-vibhava" que voldria dir que havia aconseguit el seu triomf per gràcia de Mahesvara (Xiva) i Mahasena (Skanda-Kartikeya). La conquesta efectiva del Konkan pels Chalukya fou obra de Pulakesin II (610-640), net de Kirtivarman. Pulakesin va sotmetre al sud als Kadambes de Banavasi, la Dinastia Ganga Occidental (del sud de Mysore moderna Karnataka) i els alupes (a Humca, al districte de Shimoga, modernament districte de Shivamogga a Karnataka) i al nord als lates, malaves i gurjares; un virrei txalukyes es va establir al Gujarat (Sendrakas, un parent de la mare de Pulakesin s'hauria fet independent poc després). Pulakesin va morir el 642.
Els Traikutakes (nom derivat de la muntanya Trikuta a Aparanta és a dir el nord de Konkan) van regir Aparanta i s'han trobat algunes monedes fins al sud de Gujarat. La dinastia va acceptar la sobirania dels Kalachuris de Mahishmati però aquests foren dominats pels Chalukya. El Chalukya Mahagalesa (597 o 598 a 610-611) reivindica l'expulsió del sobirà Buddharaja, fill del kalachuri Sankaragana. Mahagalesa era germà o germanastre de Kirtivarman I mort vers 597-598 (deixant fills menors d'edat). El rei kalachuri Buddharaja, fill de Sankaragana, fou derrotat abans del 12 d'abril del 602 i més part dels seus dominis foren annexionats. El 608 Bhudda governava Nasik i seguia la lluita fins que al cap d'uns anys els Chalukya es van imposar. Al final del regnat de Mahagalesa es va lliurar una guerra civil entre el rei i el seu nebot Pulakesin II, fill de Kirtivarman; Mahagalesa volia deixar la successió al seu propi fill però fou derrotat i mort.
Al segle vii el peregrí xinès Hiuen Tsang (640) esmenta Cimolo (Chaul). Al segle viii van arribar al poder al Konkan els silahares que van governar fins al segle xiii sense interrupció. La branca de Thana governava la part nord (una altra branca governava el sud i una tercera Satara, Belgaum i Kolhapur). Els silahares foren feudataris dels rastrakutes, chalukyes, kadambes i finalment dels yadaves de Devgiri.
Malik Kafur l'eunuc enviat per Delhi va eliminar els Yadaves. Des del 1347 va estar en poder de la dinastia bahmànida fins al 1489, quan va passar al sultanat de Gujarat. Els portuguesos es van establir a Chaul el 1507. Eliminat el sultanat de Gujarat la zona va passar a l'Imperi Mogol el 1600. El 1632 Shahji Bhonsle, pare de Sivaji, al servei del sultà de Bijapur va expulsar els mogols, i va fundar el poder maratha. Els marathes es van apoderar de tota la zona el 1660. Sivaji va construir les fortaleses de Ghosale i Raigarh i va restaurar les de Suvarnadurg i Vijayadurg, i el 1674 es va proclamar sobirà a Raigarh. A la mort de Sivaji (1680) els mogols no van tardar a recuperar el control de la zona (1689), però Kanhoji Angria, un almirall maratha, va dominar la costa amb quater general a Kolaba una illa i fortalesa prop d'Alibag, des d'on va iniciar atacs contra els vaixells imperials i altres. El 1713 es va fer independent del peshwa al que va derrotar i capturar, dominant deu fortalesa i 16 posicions menors a la costa del Konkan. Va conquerir Janjira, un feu dels Sidis que es dedicaven a la pirateria i amb fins a 200 vaixells ell i els seus successors van terroritzar la costa durant anys. Les primeres pirateries contra els anglesos foren el 1717 i en revenja els britànics van assaltar Vijayadurg sense èxit; atacs combinats d'anglesos i portuguesos foren rebutjats als següents anys. A la seva mort el 1731 Kanhoji Angria va repartir els seus dominis en els seus dos fills, el més habil dels quals fou Sambhoji Angria que va morir el 1748 i el va succeir Tulaji Angria. Fins a la caiguda final de Vijayadurg davant les forces aliades del peshwa i els britànics de Bombai sota comandament de l'almirall Watson i el coronel Robert Clive, el 1756, el comerç europeu va estar a mercè dels pirates. En la conquesta de Vijayadurg es van rescatar alguns presoners de les masmorres d'Angria i la fortalesa fou entregada al peshwa. Sota sobirania d'aquest, Manaji i Raghuji Angria, d'una branca il·legítima descendent de Kanhoji Angria, van governar a Kolaba. El 1818 a la caiguda del peshwa la sobirania va passar als britànics.
El principat de Kolaba va passar als britànics per lapse el 1840 quan Kanhoji II va morir sense fills i va ser integrat al districte de Ratnagiri a la divisió Meridional de la Presidència de Bombai; el 1853 va esdevenir un subcol·lectorat del districte de Thana o Thane.
El 1869 es va formar el districte de Kolaba segregat del districte de Thana; el 1883 li fou agregada la taluka de Panvel, i el 1891 la de Karjat quedant amb una superfície de 5.519 km². La població (repartida en 974 pobles) era: 350.405- 524.269 si es considera la superfície del 1891- (1872), 381.649 -564.802 si es considera la superfície del 1891- (1881), 594.872(1891), 605.566 (1901).
El 94% de la població eren hindús i el 5% musulmans. La llengua habitual era i és el marathi (99%). Administrativament estava format per set talukes: Panvel, Karjat, Alibag, Pen, Roha, Mangaon i Mahad. A més hi havia tres pethes (petha): Khalapur, Uran o Karanja i Nagothana a les talukes de Karjat, Panvel i Pen. Les ciutats principals eren Uran, Panvel, Pen i Alibag i eren municipalitats: Alibag (la capital), Pen, Roha, Ashtami, Mahad, Panvel, Uran i Matheran. Hi havia algunes tribus: els thakurs, els kathkaris, els vaddars i els vanjares. Hi havia aleshores un 2.000 jueus i 1.200 cristians. El col·lector del districte era al mateix agent polític de l'estat de Janjira.
Va canviar el seu nom l'1 de gener de 1981 en honor de la capital de Sivaji el fundador de l'estat maratha.